# Aristida jaucense
Aristida jaucense är en gräsart som beskrevs av Luis Catasús. Aristida jaucense ingår i släktet Aristida och familjen gräs.
Artens utbredningsområde är Kuba. Inga underarter finns listade i Catalogue of Life.